# Olaf Feilan
Olaf Feilan (c'est-à-dire Olaf Petit-Loup, vieux norrois Ylving, vieil anglais Wulfing, en irlandais Faelan) (vers 890-940) est un Goði d'Islande de la période de l'établissement des vikings. il est le fils de Thorstein le Rouge, Jarl de Caithness, et de son épouse Thurid Eyvindsdottir.

## Biographie
Après la mort de son père Olaf est élevé par sa grand-mère Aude la Très-Sage, et il émigre avec elle en Islande, où ils établissent un domaine nommé Hvamm dans la région de Laxardal. Olaf épouse une femme nommé Alfdis de Barra, vers 920. Selon la  Laxdæla saga, Aude (nommée Unn dans la saga) aimait Olaf plus que quiconque, et souhaitait lui  confier la succession de Hvamm après sa mort. Elle arrange les fiançailles d'Olaf avec Alfdis, et organise les festivités de noces pour la fin de l'été (ou automne), dont elle prédit  "que ce sera la dernière fête à laquelle je participerai". Elle meurt effectivement pendant les festivités qui durent trois jours, mais la fête continue pour commémorer à la fois le mariage d'Olaf et la mort d'Aude. Le Landnámabók relate brièvement le sujet, en déclarant simplement qu'elle est morte pendant la fête funéraire et qu'elle a prédit elle-même sa propre mort.
Les enfants d'Olaf et d'Alfdis sont Thord Gellir, Thora, Helga, Thorunn, et Thordis. Olaf meurt vers 940. Peu après son décès, son neveu Hoskuld Dala-Kollsson donne son nom à son fils illégitime Olaf le Paon, (Olaf le Paon eut un fils
Kjartan Óláfsson, qui sera le bien-aimé de Guðrún Ósvífrsdóttir, l'héroïne de la Laxdæla saga).

## Descendants
Lignée issues de Thord Gellir
- — Eyjolf le Gris Thordarson — Thorkel Eyjolfsson (4e mari de Gudrun Osvifsdottir plus tard dans la  Laxdæla saga)[8]
- — Eyjolf le Gris Thordarson — Gellir — Thorgils — Ari le Savant[9].
- — Thorkel Kuggi Thordarson — Thorstein Kuggason (également aussi dans la Laxdæla saga)[8]
- — Thorhild Rjupa (la Ptarmigan), épouse de Snorri — Thord Tête de cheval — Thorfinn Karlsefni l'explorateur du  Vinland[10]

### Textes et traductions
Ari le Savant, Landnámabók
- (en) T. (Thomas), 1838-1911 Ellwood, The Book of the Settlement of Iceland : s it Illustrates the Dialect, Place Names, Folk Lore, & Antiquities of Cumberland, Westmorland, and North Lancashire, Kendal, T. Wilson, 1894 (lire en ligne)
- (en) T. (Thomas), 1838-1911 Ellwood, The Book of the Settlement of Iceland : translated from the original Icelandic of Ari the Learned, Kendal, T. Wilson, 1898 (lire en ligne), « Part II, Ch. XIX », p. 69
- (en) Hermann Pálsson, Landnámabók, §109. Olaf Feilan, Univ. of Manitoba Press, 2007, 159 p. (ISBN 978-0-88755-370-7, lire en ligne), p. 55

Laxdæla saga
- (en) Keneva Kunz, « The Saga of the People of Laxardal », dans Jane Smiley, The Sagas of the Icelanders, Viking, 2000, p. 270–421
- (en) Keneva Kunz, The Vinland Sagas: the Icelandic Sagas about the first documented voyages across the North Atlantic : the Saga of the Greenlanders and Eirik the Red's Saga, Penguin Books, coll. « World of the sagas », 2008 (ISBN 978-0-14-044776-7), p. 626–676
- (en) Magnus Magnusson et Hermann Pálsson, Laxdæla Saga, Penguin, 1969, 272 p., preview (ISBN 0-14-044218-9, lire en ligne)
- Njordur P. Njardvik cand. mag. Laxdaela saga Prentsmidjan Oddi 1970 Note s. 24

Autres sagas
- (en) Muriel A. C. Press, Laxdæla Saga, Londres, J. M. Dent, 1906 (lire en ligne), « Chapter 7 », p. 10
- (en) Lee Hollander, transl. Njal's Saga. Wordsworth, 1999.
- (en) Scudder, Bernard, transl. Egil's Saga. Penguin Classics, 2005.

### Études
- (en) Byock, Jesse. Viking Age Iceland. Penguin Books, 2001.
- (en) Angelo Forte, Richard Oram & and Frederik Pedersen. Viking Empires. Cambridge University Press, 2005   (ISBN 0-521-82992-5).
- (en) Jones, Gwyn. A History of the Vikings. 2nd ed. London: Oxford Univ. Press, 1984.
- (en) Ordower, Henry. "Exploring the Literary Function of Law and Litigation in 'Njal's Saga.'" Cardozo Studies in Law and Literature, Vol. 3, No. 1 (Spring – Summer 1991), p. 41–61.
- (en) Alfred P. Smyth, Warlords and Holy Men Scotland ad 80~1000, Edinburgh, Edinburgh University Press, 1984, 279 p. (ISBN 0748601007), p. 162-163.